# Rhadi Ben Abdesselam
Rhadi Ben Abdesselam, född 28 februari 1929 i Ksar Es-Souk, död 4 oktober 2000 i Fès, var en marockansk friidrottare.
Han blev olympisk silvermedaljör på maraton vid sommarspelen 1960 i Rom.